# Konrad Bogacki
Konrad Feliks Stanisław Adam Czesław Stefan Bogacki ps. „Zaremba” (ur. 28 lipca 1908 w Lutomku) – major łączności Armii Krajowej, kawaler Orderu Virtuti Militari.

## Życiorys
Urodził się 28 lipca 1908 we wsi Lutomek, w rodzinie Feliksa. Był absolwentem Szkoły Podchorążych Inżynierii w Warszawie. 5 sierpnia 1933 Prezydent RP Ignacy Mościcki mianował go podporucznikiem ze starszeństwem z 15 sierpnia 1932 i 11. lokatą w korpusie oficerów łączności, a minister spraw wojskowych wcielił do kompanii telegraficznej 14 Dywizji Piechoty w Poznaniu. 1 marca 1935 został mianowany porucznikiem z odznaczeniem  ze starszeństwem z 1 stycznia 1935 i 1. lokatą w korpusie oficerów łączności. W marcu 1939 pełnił służbę w Centrum Wyszkolenia Łączności w Zegrzu na stanowisku zastępcy dowódcy 1. kompanii podchorążych baonu podchorążych wojsk łączności Szkoły Podchorążych Łączności. W kampanii wrześniowej dowodził kompanią stacyjną nr 2, która została przydzielona do Armii „Modlin”.
Od drugiej połowy października 1939 pełnił służbę w Dowództwie Głównym Służby Zwycięstwu Polski na stanowisku kierownika Działu Łączności Technicznej. Później w Komendzie Głównej Armii Krajowej na stanowisku szefa sztabu Dowództwa Wojsk Łączności. Awansował na kapitana i majora.
W nocy z 8 na 9 grudnia 1943 w Podkowie Leśnej został zatrzymany razem z żoną Haliną Iwaniszyn-Bogacką ps. „Halina” i jej wujem ppłk. dypl. piech. Marianem Drobikiem) i osadzony na Pawiaku . Po trzech miesiącach wysłany do obozu koncentracyjnego Groß-Rosen, a w lutym 1945 do obozu koncentracyjnego Dachau . Po uwolnieniu został przyjęty do 2 Korpusu Polskiego we Włoszech i przydzielony do 11 Batalionu Łączności.

## Ordery i odznaczenia
- Krzyż Srebrny Orderu Wojskowego Virtuti Militari nr 11773